# Gedinne
Gedinne (in vallone Djedene) è un comune belga di 4 445 abitanti situato nella provincia vallona di Namur.